# Resident Alien (album)
Resident Alien è il primo album in studio del gruppo musicale britannico Spacehog, pubblicato nel 1995.

## Tracce
Tutte le tracce sono di Royston Langdon, eccetto dove indicato.

1. In the Meantime - 4:58
2. Spacehog (Antony Langdon) - 2:13
3. Starside - 3:49
4. Candyman - 5:23
5. Space Is the Place (A. Langdon) - 3:06
6. Never Coming Down (Part I) - 1:44
7. Cruel to Be Kind - 3:05
8. Ship Wrecked - 5:28
9. Only a Few - 3:23
10. The Last Dictator - 4:14
11. Never Coming Down (Part II) - 4:02
12. Zeroes (Gareth Hodgson, R. Langdon) - 6:38
13. To Be a Millionaire... Was It Likely? - 21:21

## Formazione
- Royston Langdon - basso, sintetizzatore, organo Hammond, tastiera, voce
- Antony Langdon - chitarra, tastiera, voce
- Jonny Cragg - batteria, percussioni, cori
- Richard Steel - chitarra